# Cults of Unreason
Ку́льты безрассу́дства (англ. Cults of Unreason) — документальная книга о непривычных религиозных системах, написанная информатиком и экспериментальным психологом Кристофером Ричи Эвансом. Книга впервые была опубликована в 1973 году в Великобритании издательством George G. Harrap and Co. и в 1974 году в США издательством Farrar, Straus and Giroux. В 1975 году книга была выпущена издательством Delacorte Press в мягкой обложке. В 1976 году книга была переведена на немецкий язык и была опубликована в Германии издательством Rowohlt Verlag.
Эванс рассматривает в своей книге саентологию и дианетику, НЛО-религии, веру в существование Атлантиды, биологическую обратную связь, восточные религии, йогу, чёрный ящик. Он отмечал, что данные системы и группы соединили в себе технологические достижения и теологию и получили хороший спрос из-за отказа современных людей от поиска сил, уюта и сопричастности в традиционных религиях и в науке.

## Отзывы
Британский писатель Джеймс Баллард отмечал: «„Культы безрассудства“ — это увлекательная книга, живой и захватывающий письменный отчёт о необыкновенных религиях и психокультах, которым современные наука и технологии подарили жизнь. Раздел про саентологию — блестящее проявление находчивости»
Британский писатель Брайан Олдис, обращаясь к книге, указал, что «её достоинства, как я вижу, не только в том, что предоставляется краткая справка о „сумасбродных культах“ современности, вроде саентологии, а в том, что излагается это здравомысленно и с долей юмора».
Главный редактор журнала The New Scientist Бернард Диксон писал: «Эванс всегда яркий и осведомлённый. […] Упоительное чтение. Его повествование о саентологии является самым лучшим из тех, что я когда-либо читал. Неповторимый и живой первоисточник о культах безрассудства».
Редактор отдела науки газеты Financial Times Дэвид Фишлок указывал, что «доктор Эванс приложил немало умений для того, чтобы представить эту восхитительную книгу: скептицизм учёного, понимание человеческого поведения психолога и чутьё журналиста при изложении истории».
Британский журнал The Spectator писал: «Жизнь Л. Рона Хаббарда — Большого папы движения — c любовью выведена до мельчайших частей от начала его начинаний с „дианетикой“ до его отношений с томатами и его последующих авантюр с Морской организацией. Прочтите эту книгу ради разгадки. И прочтите её ради того, чтобы узнать о том, что Иисус жив и находится на Венере, что произошло с доктором Вальтером Вампе, почему летающие тарелки прибыли Уорминстер, и что это за прибамбас».
Американский религиовед Джордж Крайссайдс привёл название книги Эванса в качестве примера того, что новые религиозные движения воспринимаются в обществе как причудливые, нелепые, неразумные, хотя, по мнению Крайссайдса, они имеют в своих учениях разумное зерно.

## Издания
- Evans C. Cults of Unreason. — New York: Farrar, Straus and Giroux[англ.], 1974. — 257 p. — ISBN 0-374-13324-7.